# Tecomatlán, Guerrero
Tecomatlán är en ort i Mexiko.   Den ligger i kommunen Cocula och delstaten Guerrero, i den södra delen av landet, 140 km söder om huvudstaden Mexico City. Tecomatlán ligger 780 meter över havet och antalet invånare är 272.
Terrängen runt Tecomatlán är bergig. Runt Tecomatlán är det ganska tätbefolkat, med 86 invånare per kvadratkilometer. Närmaste större samhälle är Iguala de la Independencia, 17,0 km öster om Tecomatlán. I omgivningarna runt Tecomatlán växer huvudsakligen savannskog.